# إريك باكمان
اريك باكمان (بالسويدية: Eric Backman)‏ هو منافس ألعاب قوى سويدي، ولد في 18 مايو 1896 في Acklinga parish ‏ في السويد، وتوفي في 29 يونيو 1965 في خوفدة في السويد.

## وصلات خارجية
- اريك باكمان على موقع أوليمبيديا (الإنجليزية)
- اريك باكمان على موقع اللجنة الأولمبية السويدية (السويدية)